# August Rübesamen
August Rübesamen (* 28. Januar 1823 in Frauenhof, Kreis Greifenhagen; † 26. Dezember 1893 in Möhringen, Kreis Randow) war ein deutscher evangelischer Geistlicher. Er übte leitende Funktionen in der Kirchenprovinz Pommern und in der Evangelischen Landeskirche der älteren Provinzen Preußens insgesamt aus.
Er wurde als Sohn eines Försters geboren. Ab 1835 besuchte er das Marienstiftsgymnasium in Stettin. In dieser Zeit, als Primaner, diente er als Einjähriger bei der Artillerie in der preußischen Armee. Anschließend studierte er an der Universität Halle und an der Universität Greifswald.
Seine Tätigkeit als evangelischer Geistlicher begann er 1851 als Diakon in Gingst auf Rügen. 1861 wurde er Superintendent in Franzburg. Hier gründete er das Franzburger Waisenhaus. 1869 schließlich wechselte er als Pastor nach Möhringen bei Stettin.
Ab 1878 wählte ihn die Provinzialsynode der Kirchenprovinz Pommern sechsmal zu ihrem Präses. 1879 wählte ihn die Generalsynode der Evangelischen Landeskirche der älteren Provinzen Preußens zu ihrem Vizepräsidenten. 1893 wurde er durch die Generalsynode in die Agendenkommission gewählt, in der er den Entwurf für den Hauptgottesdienst mit Beichte und Abendmahl bearbeitete. Durch die Universität Greifswald wurde er zum Ehrendoktor promoviert.
Er starb am zweiten Weihnachtstag 1893, nachdem er am ersten Weihnachtstag noch gepredigt hatte. Er hinterließ eine Witwe und vier Söhne.